# Chris Clemons
Christopher Adam Clemons, né le 23 juillet 1997 à Raleigh en Caroline du Nord, est un joueur américain de basket-ball. Il évolue au poste de meneur.

## Biographie

### Carrière professionnelle
Non drafté en 2019, il signe un contrat two-way avec les Rockets de Houston le 17 octobre 2019. Le 26 décembre 2019, son contrat est converti en un contrat de 3 saisons.
Le 22 janvier 2021, il est coupé par les Rockets de Houston.
Fin décembre 2021, il s'engage pour 10 jours en faveur des Hawks d'Atlanta. Clemons ne participe à aucune rencontre avec les Hawks.
En février 2024, Clemons rejoint le SLUC Nancy en première division française jusqu'à la fin de la saison, qu'il prolonge d'un an jusqu'en 2025.